# Корпље
Корпље (словен. Korplje) је насељено место у општини Словенска Бистрица, Подравска регија, Словенија.

## Историја
До територијалне реорганизације у Словенији било је у саставу старе општине Словенска Бистрица.

## Становништво
У попису становништва из 2011. године, Корпље је имало 49 становника.
| Број становника према пописима | Број становника према пописима | Број становника према пописима |
| ------------------------------ | ------------------------------ | ------------------------------ |
| 1991                           | 2002                           | 2011                           |
| 36                             | 46                             | 49                             |